# Ted Price
Ted Price (5 de julho de 1968) é um empresário e projetista norte-americano de jogos eletrônicos que atua como presidente e diretor executivo da Insomniac Games, desenvolvedora que ele fundou em 1994.

## Biografia
Price desejava trabalhar na indústria de jogos eletrônicos desde criança, quando ganhou aos nove anos de idade um Atari 2600. Ele mesmo assim foi estudar na Universidade de Princeton e formou-se com um uma diploma em inglês. Price inicialmente trabalhou como chefe de finanças e contabilidade em uma companhia médica, porém após alguns anos decidiu mudar de carreira e finalmente entrar na indústria de jogos, fundando a Insomniac Games em 1994.
Ele trabalhou com os irmãos Alex e Brian Hastings em Disruptor, o primeiro título da nova companhia. O jogo foi lançado em 1996 para PlayStation e foi um sucesso de crítica, permitindo que a Insomniac estabelecesse uma reputação na indústria, o que os levaram a desenvolverem séries de sucesso como Spyro e Ratchet & Clank. Price dirige as operações diárias da empresa e supervisiona seus projetos, além de contribuir no projeto de jogo. Ele também é membro da diretoria da Academia de Artes e Ciências Interativas.